# (363330) 2002 PQ145
(363330) 2002 PQ145, também escrito como (363330) 2002 PQ145, é um objeto transnetuniano (TNO) que está localizado no cinturão de Kuiper, uma região do Sistema Solar. Este objeto é classificado com um cubewano. Ele foi descoberto no dia 9 de agosto de 2002. O mesmo possui uma magnitude absoluta (H) de 5,7 e, tem um diâmetro com cerca de 319 km, por isso existem poucas chances que possa ser classificado como um planeta anão, devido ao seu tamanho relativamente pequeno.

## Órbita
A órbita de (363330) 2002 PQ145 tem uma excentricidade de 0.051, e possui um semieixo maior de 43.659 UA.